# اجیرلو
۱-روستای اجیرلو کندی مغان (پارس‌آباد) روستایی است که در استان اردبیل، شهرستان پارس‌آباد، بخش مرکزی، دهستان ساوالان قرار دارد و با گسترش شهر پارس‌آباد و روستای اجیرلو کندی، این روستا در حال حاضر یکی از محلات پارس‌آباد می‌باشد.
جمعیت
بر اساس سرشماری سال ۱۳۸۵ جمعیت این روستا ۵۴۶۱ نفر با ۱۱۰۷ خانوار بوده‌است.
جستارهای وابسته
- فهرست روستاهای شهرستان پارس‌آباد
- فهرست روستاهای ایران

## روستای اجیرلو کندی (اولی کندی) گرمی
۲-روستای اجیرلو کندی (اولی کندی) گرمیروستایی است که در استان اردبیل، شهرستان گرمی، بخش مرکزی، دهستان اوجارود غربی در منطقه کوهستانی و چشم‌اندازی زیبا قرار دارد.
جمعیت
بر اساس سرشماری سال ۱۳۸۵ جمعیت این روستا ۱۵۴ نفر با ۳۰ خانوار بوده‌است.
جستارهای وابسته
- فهرست روستاهای شهرستان گرمی
- فهرست روستاهای ایران